# Alberto Moravia

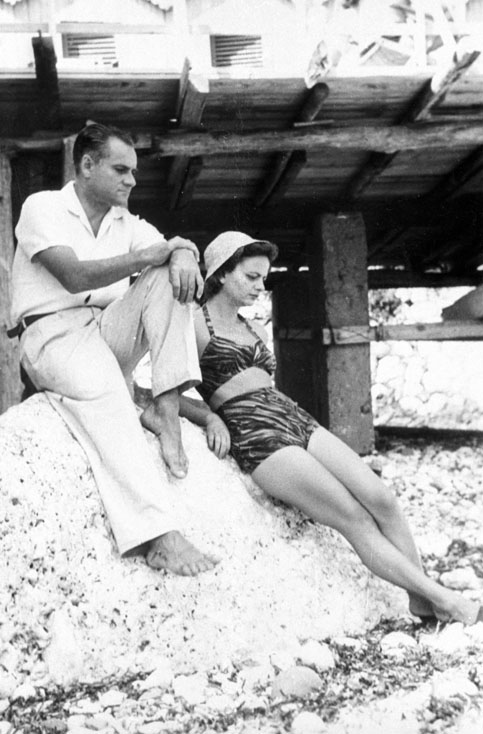
Alberto Moravia und Elsa Morante auf Capri in den 1940er Jahren

Alberto Moravia (* 28. November 1907 in Rom; † 26. September 1990 ebenda; eigentlich Alberto Pincherle) war ein italienischer Schriftsteller und Politiker.

## Leben
Alberto Pincherle wurde als zweites von vier Kindern einer jüdisch-katholischen Familie in der via Giovanni Sgambati in Rom geboren. Der jüdische Vater Carlo, ein Architekt und Maler, stammte aus Venedig. Seine katholische Mutter, Teresa Iginia (Gina) De Marsanich, kam aus Ancona. Moravia – das lateinische Wort für Mähren – ist ein Pseudonym, das sich der Schriftsteller – in Anlehnung an den Familiennamen der Großmutter väterlicherseits – später zulegte. Im Alter von neun Jahren erkrankte Alberto Moravia an Knochentuberkulose; er verbrachte zwischen 1916 und 1925 die meiste Zeit in Sanatorien, u. a. zwei Jahre im Sanatorio Codivilla in Cortina d’Ampezzo. In diesen Jahren las er viel, u. a. die Werke von Giacomo Leopardi, Carlo Goldoni, J.N. Arthur Rimbaud, Molière, Giovanni Boccaccio, Alessandro Manzoni, William Shakespeare, Charles Dickens, Nikolai Gogol und Dostojewski.
Nach seiner Entlassung aus dem Sanatorium begann er 1925 mit den Aufzeichnungen seines Romans Die Gleichgültigen. Das Werk, das zum Debüt wurde, schildert das ereignisarme Leben der verwitweten Mariagrazia, ihres Liebhabers Leo und ihrer beiden gerade erwachsen gewordenen Kinder. Die beiden großen Themen, die alle nachfolgenden Werke bestimmen – die Macht von Sexus und Geld –, sind hier schon angelegt. Die Teilnahmslosigkeit und Lethargie der Hauptpersonen bestimmen den Ton und die Stimmung des Buches. Dieser 1929 publizierte Roman, den Moravia auf eigene Kosten drucken ließ, war einer der ersten existenzialistischen Romane.
Schon 1927 hatte Moravia begonnen, seine ersten Erzählungen in der Zeitschrift '900 zu veröffentlichen. In den 1930er Jahren arbeitete er als Auslandskorrespondent für italienische Tageszeitungen. Aufgrund dieser Arbeit bereiste er Polen, die Republik China, Mexiko und die USA. 1936 lernte er die Schriftstellerin Elsa Morante (1912–1985) kennen, die er 1941 heiratete. Seine journalistischen Arbeiten brachten ihn jedoch bereits in den 1930er Jahren in Konflikt mit dem faschistischen Regime unter Benito Mussolini sowie dem Vatikan. Dies führte dazu, dass er Schreibverbot erhielt und seine Arbeit verlor. Er zog sich daraufhin nach Capri zurück, wo er zwischen 1941 und 1943 lebte. Dort begann er seine schriftstellerische Arbeit wieder aufzunehmen und rächte sich an dem Regime mit einer Satire über den Faschismus: La mascherata.
Während der Besetzung Roms durch die Deutschen im Jahr 1943 gerieten viele, darunter auch Moravia, in Lebensgefahr und flüchteten in die Berge der Ciociaria. Versteckt unter einfachen Menschen lebend, schrieb er an seinen nächsten Romanen, bis der Krieg beendet war.
Bald nach der Befreiung Italiens durch die Amerikaner erschien der Roman Agostino. Moravia zeichnet darin das Psychogramm eines dreizehnjährigen Jungen, der mit seiner geliebten Mutter die Ferien am Meer verbringt.
Nach dem Krieg nahm er die Arbeit als Journalist wieder auf, war Mitarbeiter des Corriere della Sera und schrieb vor allem Filmkritiken.
1947 erschien Die Römerin. Erstmals stand nun das Leben einer einfachen Frau aus der römischen Unterschicht im Mittelpunkt. Adriana wird schon als junges Mädchen von ihrer Mutter als Modell an zweitklassige Maler verkauft. Sie rebelliert jedoch nicht gegen ihr Schicksal. Die Themen dieses Romans – Sex, Suizid, Wertverlust – erregten Anstoß bei der katholischen Kirche. Sie setzte das Werk 1952 wegen Obszönität auf den Index. Noch im selben Jahr hatte Moravia den Premio Strega, einen bedeutenden italienischen Literaturpreis, für seine Erzählungen erhalten.
1953 gründete er mit Alberto Carocci die Zeitschrift Nuovi Argomenti, für die Moravia – zusammen mit seinem Freund Pier Paolo Pasolini – als Redakteur arbeitete.
1954 und 1959 legte Moravia die beiden Bände seiner Römischen Erzählungen vor.  Pfiffige Gauner und notorische Pechvögel, Taschen- und Tagediebe, Kellner, Taxifahrer, Vorstadtmusiker und Filmstatisten, Hausmädchen, Blumenverkäuferinnen und Gelegenheitsprostituierte berichten von ihren vielfältigen Abenteuern. So ergibt sich ein Mosaik des römischen Lebens, und Moravia führt die niemals schmerzfreie Kunst des Überlebens nicht als Drama, sondern als Komödie vor.
Mit Die Langeweile (La noia) gelang Moravia 1960 noch einmal ein Welterfolg. Er variierte darin noch einmal das Thema der Gleichgültigkeit aus seinem ersten Roman. Doch Sexualität gibt es hier nicht mehr als Kommunikation zwischen zwei Menschen, sie wird vielmehr auf eine beziehungslose Triebhaftigkeit reduziert.
Nach der Trennung von seiner Frau Elsa 1962 lebte er lange Zeit mit der Schriftstellerin Dacia Maraini (* 1936) zusammen. 1986 sorgte seine Heirat mit der um 47 Jahre jüngeren Spanierin Carmen Llera für Aufsehen. Er konnte nun wieder die Welt bereisen, doch sein Wohnsitz und seine stärkste Inspiration wurde Rom. Neben starken Frauenfiguren sollte die italienische Hauptstadt die Atmosphäre seiner Romane prägen. Aber auch im demokratischen Italien eckte Moravia immer wieder an. Vor allem der Vatikan, der seine Bücher weiter auf den Index setzte, lehnte ihn wegen seiner ausführlichen sexuellen Beschreibungen ab. Moravias politisches Interesse, das ihn bis zuletzt begleitete und ihn zu seinen vielen Reisen motivierte, dokumentiert sich auch in seiner Wahl zum Abgeordneten der PCI (Kommunistischen Partei Italiens) im Europaparlament von 1984 bis 1989.

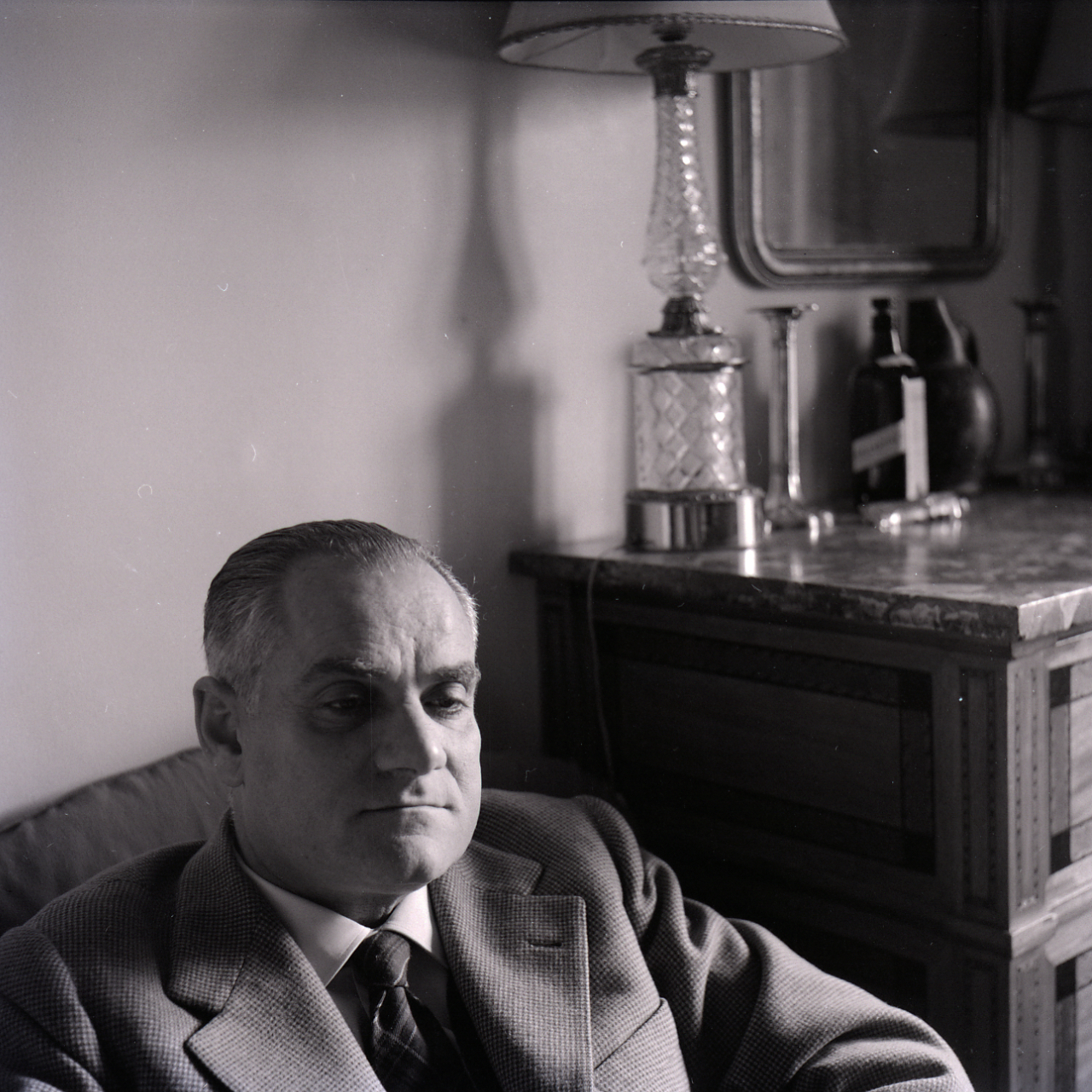
Alberto Moravia fotografiert von Paolo Monti im Jahr 1982

Moravia starb am 26. September 1990 in seiner römischen Wohnung am Tiberufer an Herzversagen.
Die Romane und Erzählungen von Moravia wurden schon früh von italienischen Regisseuren verfilmt, darunter Luigi Zampa (Die freudlose Straße), Vittorio De Sica (Und dennoch leben sie) und Bernardo Bertolucci (Der große Irrtum). Doris Dörrie kümmerte sich um eine deutsche Neuverfilmung von Ich und er (1988). In Frankreich entstand der zum Klassiker avancierte Spielfilm Die Verachtung mit Michel Piccoli und Brigitte Bardot unter der Regie von Jean-Luc Godard (1963). Einer der Hauptdrehorte dieses Films ist die prominente Villa Malaparte auf Capri, die der italienische Architekt Adalberto Libera für den Schriftsteller Curzio Malaparte 1940 erbaut hatte.
Im Gegenzug waren auch Moravias Romane – wie der italienische Film der Nachkriegszeit – geprägt vom Neorealismus.

## Zitate
„Mein Leben ist ein Chaos, die einzige Verbindungslinie sind meine literarischen Werke.“

## Mitgliedschaften
1964 wurde Moravia in die American Academy of Arts and Letters und 1967 in die American Academy of Arts and Sciences gewählt.

## Werke

### Romane und Novellen (Auswahl)
- 1929: Die Gleichgültigen (Gli indifferenti) (dt. EA  1956, Verlag Kurt Desch, München)
- 1935: Gefährliches Spiel (Le ambizioni sbagliate)
- 1940: Cosma und die Briganten (Cosma e i briganti)
- 1941: Die Maskerade (La mascherata)
- 1945: Agostino (Agostino) (dt. EA 1948, Verlag Kurt Desch, München)
- 1947: Adriana – Ein römisches Mädchen (La romana) (dt. EA 1950, Verlag Kurt Desch, München)
- 1948: Der Ungehorsam (La disubbidienza) (dt. EA 1964, Verlag Kurt Desch, München)
- 1949: Leda Baldoni und der Fremde (L'amore coniugale) (dt. EA 1952,  Welt im Buch Verlag Kurt Desch, Wien München Basel)
- 1951: Der Konformist (Il conformista)
- 1954: Die Verachtung (Il disprezzo) (dt. EA 1963, Verlag Kurt Desch, München)
- 1957: Cesira / Und dennoch leben sie (La ciociara)
- 1960: La noia (La noia) (dt. EA 1961, Verlag Kurt Desch, München)
- 1965: Inzest (L'attenzione) (dt. EA 1966, Verlag Kurt Desch, München)
- 1971: Ich und er (Io e lui)
- 1978: Desideria (La vita interiore)
- 1982: 1934 oder Die Melancholie (1934)
- 1985: Der Zuschauer (L’uomo che guarda)
- 1988: Die Reise nach Rom (Il viaggio a Roma)

### Erzählbände
- 1935: Das schöne Leben (La bella vita)
- 1940: I sogni del pigro
- 1952: I racconti
- 1954: Die Mädchen vom Tiber (Racconti romani)  (dt. EA 1957, Verlag Kurt Desch, Wien-München-Basel)
- 1959: Neue römische Erzählungen (Nuovi racconti romani)
- 1965: Die Lichter von Rom (Le luci di Roma)
- 1967: Ein Ding ist ein Ding (Una cosa è una cosa)
- 1970: Das Paradies (Il paradiso)
- 1974: Ein anderes Leben (Un'altra vita)
- 1976: Judith in Madrid (Boh)
- 1986: Die Frau im schwarzen Cape (La Cosa)
- 2001: Der neugierige Dieb (Racconti dispersi 1928–1951)

### Reiseberichte
- 1959: Eine russische Reise (Un mese nell'URSS)
- 1962: Indienreise (Un'idea dell'India)
- 1968: Die Kulturrevolution in China (La rivoluzione culturale in Cina)
- 1972: Welchem Stamm gehörst du an? / Die Streifen des Zebras (A quale tribù appartieni?)
- 1982: Briefe aus der Sahara (Lettere dal Sahara)
- 1987: Passeggiate africane

### Biographisches
- 1986: Der Junge Alberto. Gespräche mit Alberto Moravia (Il bambino Alberto) von Dacia Maraini
- 1990: Vita di Moravia (Vita di Moravia) von Moravia und Alain Elkann

Die Jahreszahlen beziehen sich auf die Originalausgaben.

### Interview
- Claudia Cardinale. Ein etwas ungewöhnliches Gespräch. Schirmer/Mosel, München 2010, ISBN 978-3-8296-0517-5. (Originaltitel: Intervista a Claudia Cardinale. Ein sehr privates Interview des 53-jährigen Dichters, im Auftrag des Männermagazins Esquire, mit der jungen Schauspielerin Claudia Cardinale aus dem Jahre 1961, übersetzt von Sophia Marzolff.)[5]

## Verfilmungen
- 1953 – Die Wölfin von Kalabrien (La lupa) – Regie: Alberto Lattuada – nach der Novelle La lupa
- 1953 – Tempi nostri – Regie der 2. Episode: Suso Cecchi d'Amico – nach der Erzählung Der Säugling
- 1953 – Gefährliche Schönheit (La provinciale) – Regie: Mario Soldati
- 1954 – Die freudlose Straße (La romana) – Regie: Luigi Zampa – nach dem Roman Die Römerin
- 1955 – Schade, daß du eine Kanaille bist (Peccato che sia una canaglia) – Regie: Alessandro Blasetti, basierend auf der ersten Erzählung "Il fanatico" aus den Römischen Erzählungen
- 1955 – Vier Herzen in Rom (Racconti romani) – Regie: Gianni Franciolini – nach dem Erzählband Römische Erzählungen
- 1959 – Man kann's ja mal versuchen (Le bel âge) – Regie: Pierre Kast
- 1960 – Wenn das Leben lockt (La giornata balorda) – Regie: Mauro Bolognini – nach den Römischen Erzählungen
- 1960 – Dieb aus Leidenschaft (Risate di gioia) – Regie: Mario Monicelli
- 1960 – Und dennoch leben sie (La Ciociara) – Regie: Vittorio de Sica – nach dem Roman Cesira
- 1962 – Erotica (L'amore difficile) – Regie der ersten Episode: Luciano Lucignani
- 1963 – Die Verachtung (Le mépris) – Regie: Jean-Luc Godard – nach dem gleichnamigen Roman
- 1963 – Gestern, heute und morgen (Ieri, oggi, domani) – Regie: Vittorio de Sica – zweite Episode nach der Erzählung Troppo rica
- 1963 – Die Gleichgültigen (Gli indifferenti) – Regie: Francesco Maselli – nach dem gleichnamigen Roman
- 1963 – Die Nackte (La noia) – Regie: Damiano Damiani – nach dem Roman La noia
- 1964 – Gastmahl der Liebe (Comizi d’amore) (Drehbuch)
- 1965 – Die nackten Stunden (Le ore nude) – Regie: Marco Vicario
- 1967 – Unter römischem Himmel (La Roma di Moravia) – Regie: Daniele D’Anza, Belisario Randone – nach verschiedenen Erzählungen (Fernsehen)
- 1970 – Der große Irrtum (Il conformista) – Regie: Bernardo Bertolucci
- 1973 – Io e lui – Regie: Luciano Salce
- 1980 – Desideria (La vita interiore) – Regie: Gianni Barcelloni – nach dem gleichnamigen Roman
- 1981 – Der Ungehorsam (La disubbidienza) – Regie: Aldo Lado – nach einer Novelle
- 1983 – Schlangennest (Ambizioni sbagliate) – Regie: Fabio Carpi
- 1987 – Ich und Er – Regie: Doris Dörrie
- 1987 – Falschmünzer der Liebe (Gli indifferenti) – Regie: Mauro Bolognini – nach dem Roman Die Gleichgültigen
- 1988 – Gepeinigt (La cintura) – Regie: Giuliana Gamba
- 1988 – Die Römerin (La romana, TV-Mini-Serie) – Regie: Giuseppe Patroni Griffi
- 1989 – Cesira – Eine Frau besiegt den Krieg (La Ciociara) – Regie: Dino Risi
- 1991 – Männer und Liebhaber (La villa del venerdì) – Regie: Mauro Bolognini
- 1994 – Tinto Brass Voyeur (L'uomo che guarda) – Regie: Tinto Brass – nach Motiven des Romans Der Zuschauer
- 1998 – Meine Heldin (L'ennui) – Regie: Cédric Kahn – nach dem Roman La noia